# Borgå stadsvapen

Borgå stadsvapen

Borgå stadsvapen är det heraldiska vapnet för Borgå i det finländska landskapet Nyland. Vapnet ritades av Gustaf von Numers och Borgå stadsfullmäktige godkände vapnet 23 mars 1960. Inrikesministeriet fastställde vapnet 1 juni 1960. 

Motivet kommer från Borgå stads medeltida sigill som har tolkats att vara ett eldstål eller bokstaven C. Bokstaven C är initialen för ordet castrum alltså borg på latin. Färgsättningen och vågbjälkarna är hämtade från Nylands landskapsvapen.

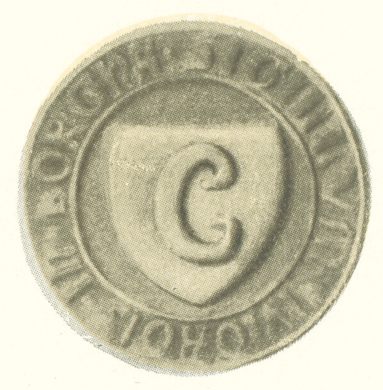
Borgå stads sigill från år 1498.
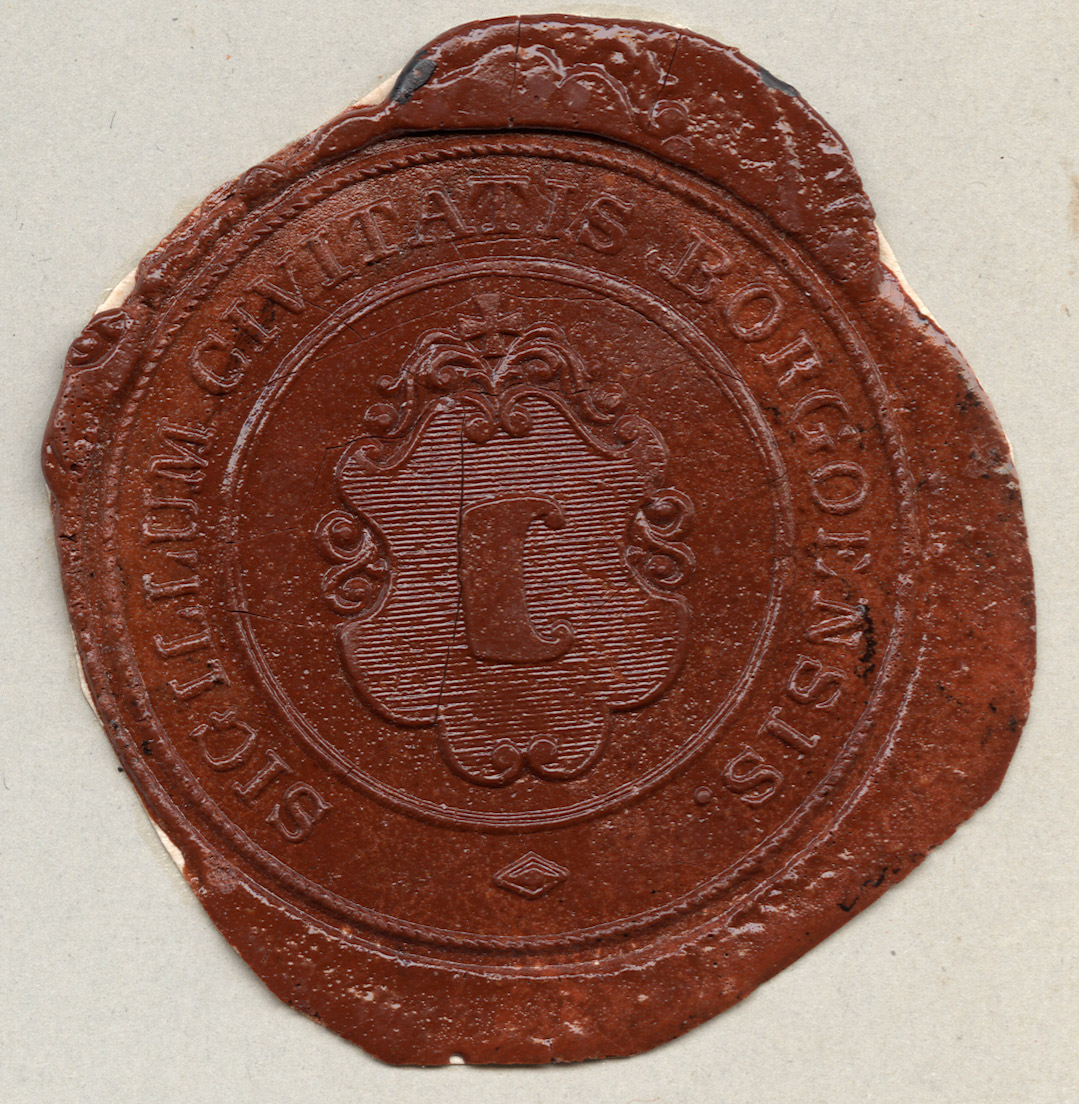
Gammal sigill för Borgå stad.
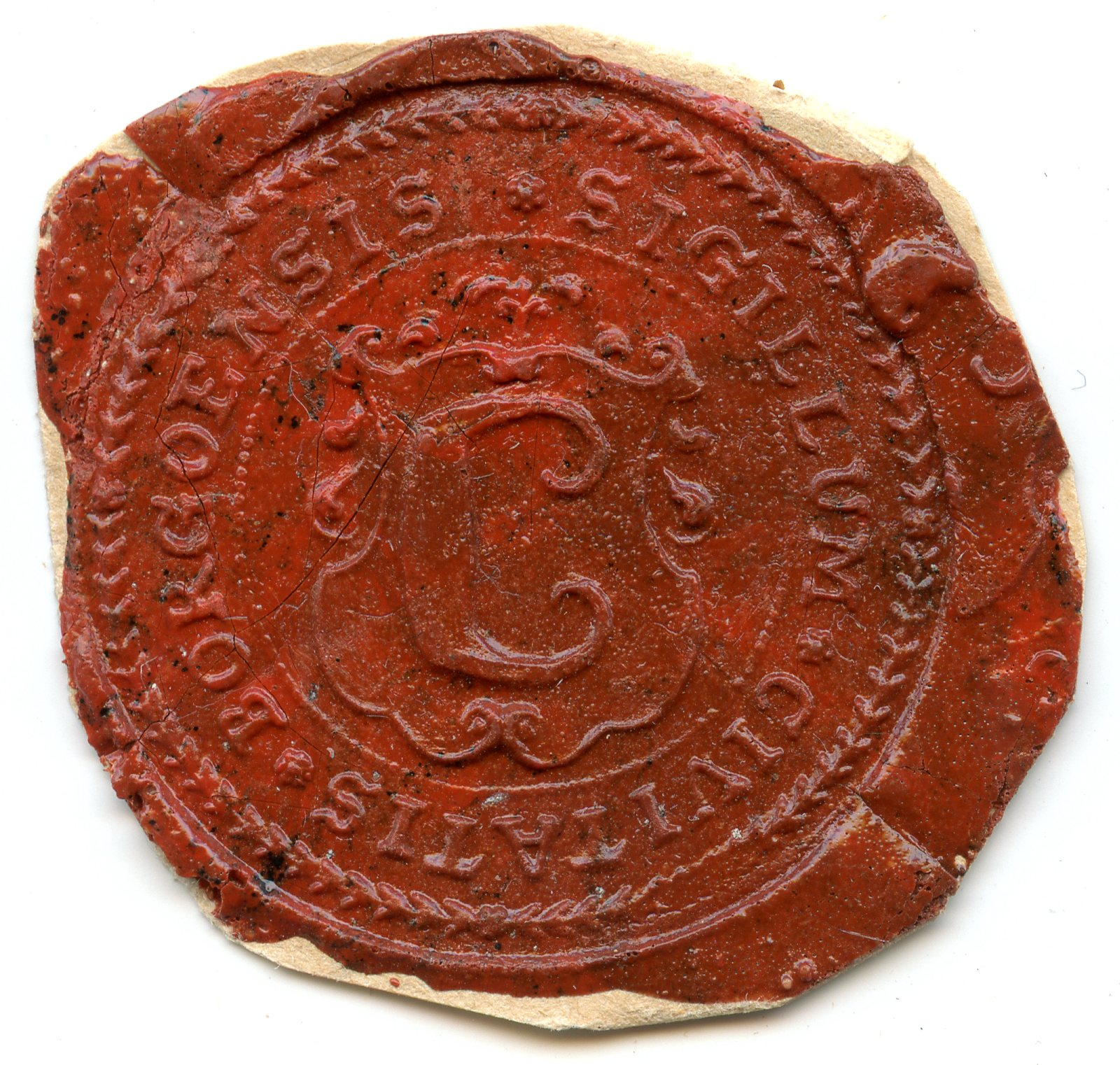
Borgå stads sigill år 1700.
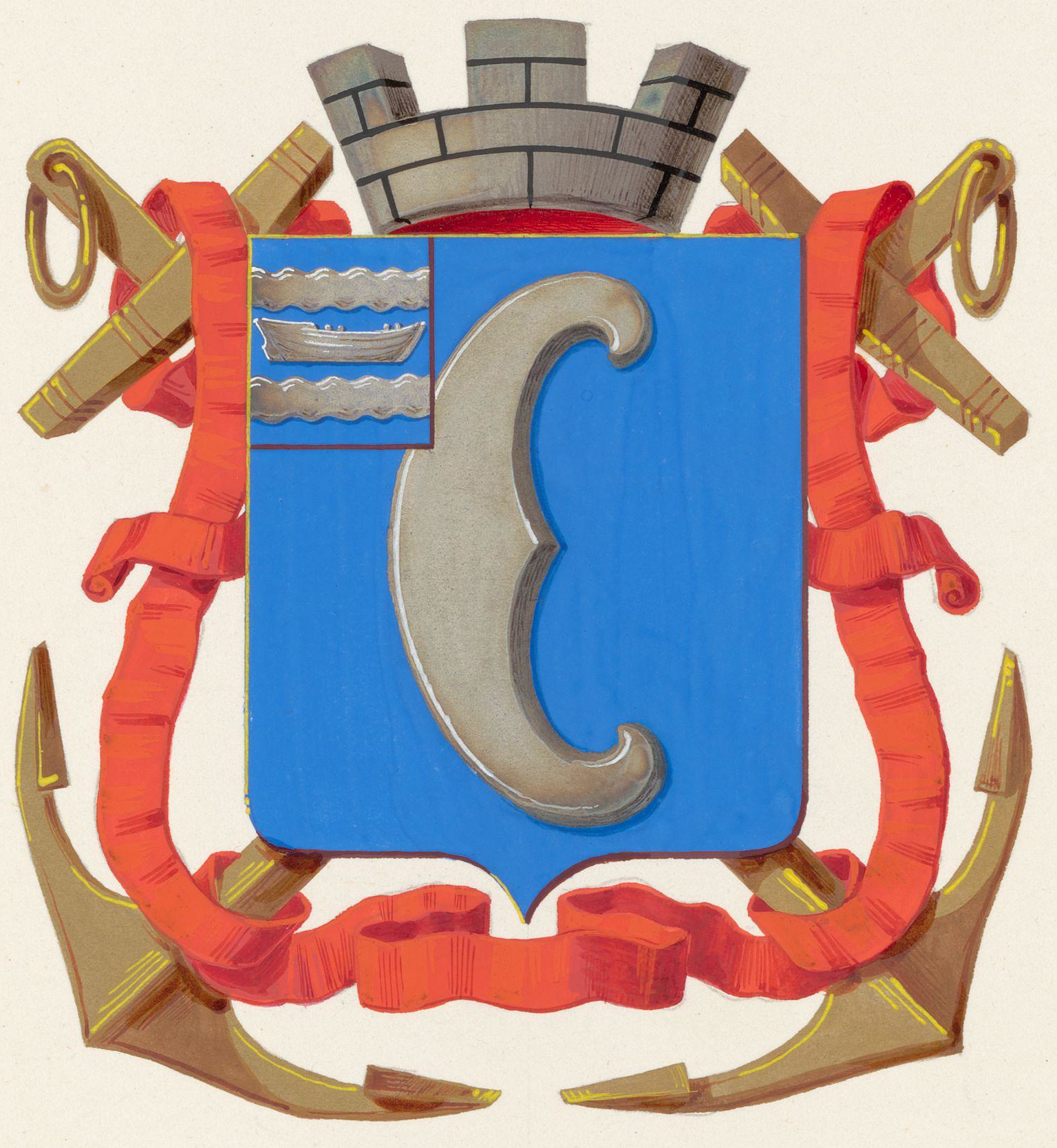
Heraldikern Bernhard von Köhnes mall om Borgå stadsvapen från år 1861.
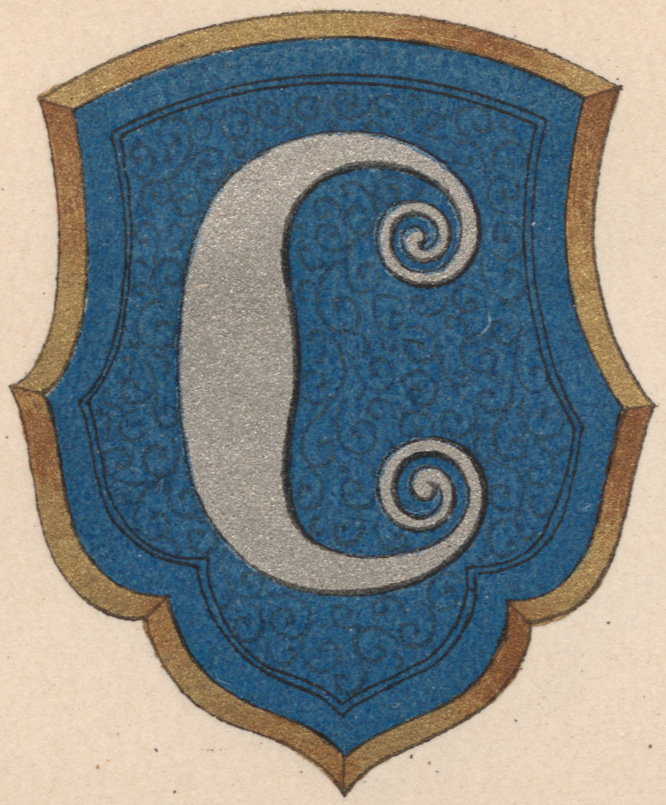
Georg Granfelts mall om Borgå stadsvapen från år 1892.
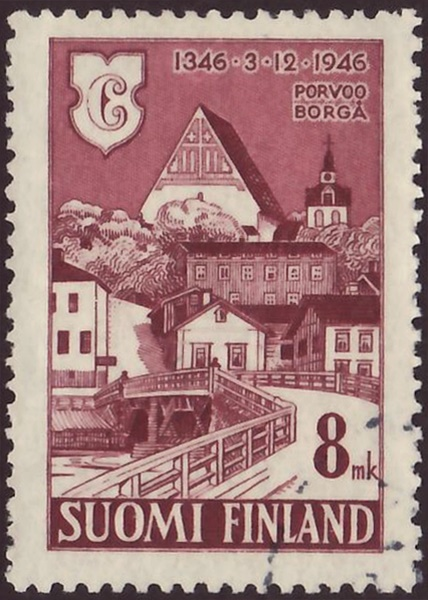
Borgå stadsvapen på frimärke från år 1946.